# آنتونیو سیوه‌را
آنتونیو سیوه‌را (اسپانیایی: Antonio Sivera‎؛ زادهٔ ۱۱ اوت ۱۹۹۶) بازیکن فوتبال اهل اسپانیا است که در پست دروازه‌بان برای باشگاه فوتبال دپورتیوو آلاوس بازی می‌کند.
وی همچنین در تیم‌های ملی فوتبال زیر ۱۹ سال اسپانیا زیر ۲۱ سال اسپانیا بازی کرده‌است.